# Межгорский район
Межго́рский райо́н (укр. Міжгірський район) — упразднённая административная единица на севере Закарпатской области Украины. Административный центр — пгт Межгорье.

## География
Район граничит на севере со Сколевским районом Львовской области, а также с Долинским и Рожнятовским районами Ивано-Франковской области, на юге — с Иршавским и Хустским, на западе — с Воловецким и Свалявским, на востоке — с Тячевским районами Закарпатской области.

## Демография
Население района на 2006 год составляло 49 890 человек, в том числе в городских условиях проживало около 9421 человек. Всего в районе насчитывалось 44 населённых пунктов.
По данным всеукраинской переписи населения 2001 года в районе проживало 49,9 тысяч человек (99,2 % по отношению к переписи 1989 года), из них русских — 0,2 тысяч человек (0,5 % от всего населения).

## Административное устройство
Количество советов:
- поселковых — 1
- сельских — 22

Количество населённых пунктов:
- посёлков городского типа — 1
- сёл — 43

## Населённые пункты
Пгт. Межгорье, село Репинное, село Синевир, село Колочава, село Соймы, село Негровец, село Синевирская Поляна, село Келечин, село Майдан, село Изки, село Розтока, село Верхний Быстрый, село Лопушный, село Торунь, село Прыслип, село Голятин, село Новоселица, село Рекиты, село Лисковец, Село Подобовец, село Пилипец, село Студёный, село Буковец, село Речка, село Тюшка, село Лозянський, село Запередиля, село Вичкове, село Завийка.